# Ida Holz
Ida Holz Bard (Montevideo, 30 de enero de 1935) es una ingeniera, informática, profesora e investigadora uruguaya, pionera en el campo de la computación y de Internet.

## Biografía

### Primeros años y educación
Holz nació en Montevideo, en el seno de una familia judía conservadora de origen polaco. Sus padres fueron Débora Bard e Isaac Holz, ambos judíos provenientes de Galitzia que llegaron a Uruguay en la década de 1920 y perdieron a la mayoría de sus familiares en el Holocausto. Su abuelo y tío materno eran rabinos.
Fue criada por su madre en un hogar humilde, debido a que su padre falleció cuando ella tenía tres años. Estudió en la escuela Sarmiento y en el Liceo N°. 4 "Juan Zorrilla de San Martín". Durante su adolescencia fue integrante de varias asociaciones judías como Hanoar Hatzioni, y a los 17 años se estableció en Israel donde permaneció durante cuatro años en una comuna agrícola y realizó el servicio militar.
Al regresar a Uruguay quiso estudiar arquitectura, lo que no pudo hacer porque trabajaba durante el día, y comenzó profesorado de matemáticas en el Instituto de Profesores Artigas. Allí, su profesor de Lógica Matemática la invitó a presentarse a un curso que ofrecía la Universidad de la República en el área Computación.
A principios de la década de 1970, formó parte de las primeras generaciones de estudiantes en computación uruguayos, formados por la Facultad de Ingeniería de la Universidad de la República. En 1964 se casó con el artista Anhelo Hernández Ríos, dedicado a la pintura contemporánea, y que integró el Taller Torres García.

### Carrera profesional
En 1976 partió al exilio junto a su esposo e hijos en México. En ese período, Holz trabajó en la Dirección General de Política Económica y Social. Más tarde trabajó en el Instituto Nacional de Estadísticas de ese país. El gobierno mexicano llegó a ofrecerle la dirección del mismo, cuando ella ya había decidido su regreso a Uruguay.
En 1986 concursó por la dirección del Servicio Central de Informática de la Universidad de la República (SECIU) y obtuvo el puesto. Desde esa posición, Ida Holz lideró el desarrollo de Internet en Uruguay desde principios de los años 90. Desde entonces y hasta hoy, ha jugado un rol destacado en el desarrollo y evolución de las TIC en Uruguay. Desde 2005 ejerció en el directorio de la Agencia de Sociedad de la Información de Uruguay (Agesic) hasta 2020. También fue una de las impulsoras del Plan Ceibal.
Holz es reconocida por haber sido quien se opuso en un congreso en Río de Janeiro en 1991, a que Estados Unidos y Europa impusieran sus autoridades a nivel latinoamericano en la naciente red mundial.
Bajo su dirección, en 1994 el SECIU instaló el primer nodo de Internet en Uruguay.

## Premios y honores
Obtuvo el Premio a la Trayectoria 2009, otorgado por el Registro de Direcciones de Internet para América Latina y el Caribe (LACNIC) a las personas que han contribuido al desarrollo permanente de Internet.
En 2013 fue la primera personalidad latinoamericana en ingresar al Salón de la Fama de la Internet Society, una iniciativa que honra a las personas que han sido importantes para el desarrollo y fortalecimiento de Internet.
El Consejo de Educación Inicial y Primaria le otorgó la Moña de Honor 2014 en la Escuela Pública Nº 4 José Artigas, donde la ingeniera realizó sus estudios primarios.
La Administración Nacional de Correos emitió sellos en 2015 de la serie "Personalidades destacadas de Uruguay" dedicados a Ida Holz.
En 2017 Ida Holz recibió un reconocimiento en homenaje a su carrera como pionera de Internet en Uruguay, en el marco de la celebración de los 10 años del Plan Ceibal.
En 2020 fue incluida en "Uruguayas rebeldes", libro que reúne a 45 mujeres que marcaron la historia de Uruguay.
En 2022 la plataforma Billiken.lat publicó un video sobre su vida.
Uno de los llamados "padres de internet" Vint Cerf, consultado de si había una "madre de internet", ha señalado:

"Sí, existe una madre de internet. Y se llama Ida Holz"
Vint Cerf, diciembre de 2015.